# Karlos Nassar
Karlos Mey Nassar (en bulgare : Карлос Мeй Насар) est un haltérophile bulgare né le 12 mai 2004 à Paris. Il est champion olympique, deux fois champion du monde et trois fois champion d'Europe et l'un des plus jeunes détenteurs de records du monde d'haltérophilie de tous les temps.

## Biographie
Il est né le 12 mai 2004 à Paris, d'un père libanais et d'une mère bulgare. Entraîné par des grands noms de l'haltérophilie comme Ilian Iliev ou Ivan Ivanov, il devient champion d'Europe dans la catégorie juniors en 2018 à Milan, à seulement 14 ans. Un an plus tard, il remporte l'or au championnat du monde des moins de 17 ans à Las Vegas, puis au championnat d'Europe des moins de 15 ans à Eilat. En 2020, il remporte la coupe du monde jeunesse lors du championnat en ligne de Lima. Au printemps 2021, il devient vice-champion d'Europe à ses débuts dans la catégorie adulte de moins de 81 kg, à un kilo de l'Italien Antonino Pizzolato.
Le 12 décembre 2021, il devient champion du monde dans la catégorie des moins de 81 kg lors du championnat de Tachkent, établissant un record de 208 kg en poussée.
Fin juillet 2022, il est arrêté en train de conduire près de la station balnéaire de Pomorié sans permis de conduire et est testé positif aux stupéfiants. L'haltérophile commence par nier les faits, mais en octobre, il fait des aveux complets. Fin janvier 2023, il est condamné à 3 ans de probation et à une amende de 450 levas.
Aux Championnats d'Europe d'Erevan en 2023, il remporte une médaille d'or en épaulé-jeté et une médaille d'argent en arraché dans la catégorie des moins de 89 kg.  
En 2024, aux Championnats d'Europe de Sofia, il remporte des médailles d'or en arraché, en épaulé-jeté et au classement général, aux Jeux Olympiques de Paris il devient champion olympique et aux Championnats du monde de Manama il devient champion du monde.
Lors des championnats d'Europe en avril 2025, il a concouru pour la première fois dans la catégorie des moins 96kg et a établi un nouveau record du monde à l'arraché avec 188kg.

## Palmarès
| Année                                        | Lieu                        | Catégorie       | Arraché (en kg) | Arraché (en kg) | Arraché (en kg) | Arraché (en kg)   | Épaulé-jeté (en kg) | Épaulé-jeté (en kg) | Épaulé-jeté (en kg) | Épaulé-jeté (en kg) | Total           | Rang              |
| Année                                        | Lieu                        | Catégorie       | 1               | 2               | 3               | Rang              | 1                   | 2                   | 3                   | Rang                | Total           | Rang              |
| Jeux olympiques                              | Jeux olympiques             | Jeux olympiques | Jeux olympiques | Jeux olympiques | Jeux olympiques | Jeux olympiques   | Jeux olympiques     | Jeux olympiques     | Jeux olympiques     | Jeux olympiques     | Jeux olympiques | Jeux olympiques   |
| -------------------------------------------- | --------------------------- | --------------- | --------------- | --------------- | --------------- | ----------------- | ------------------- | ------------------- | ------------------- | ------------------- | --------------- | ----------------- |
| 2024                                         | Paris, France               | Hommes -89 kg   | 173             | 177             | 180             | ---               | 213                 | 224 WR              | ---                 | ---                 | 404 WR          | Médaille d'or     |
| Championnats du monde d'haltérophilie        |                             |                 |                 |                 |                 |                   |                     |                     |                     |                     |                 |                   |
| 2021                                         | Tachkent, Ouzbékistan       | Homme -81kg     | 163             | 166 EJR         | 169             | Médaille d'argent | 200                 | 205                 | 208 WR              | Médaille d'or       | 374 WJR         | Médaille d'or     |
| 2022                                         | Bogota, Colombie            | Hommes -89 kg   | 173             | 173             | 173             | ---               | 212                 | 217                 | 220 WR              | Médaille d'or       | ---             | ---               |
| 2024                                         | Manama, Bahrain             | Hommes -89 kg   | 170             | 176             | 183 WR          | Médaille d'or     | 210                 | 222                 | 225                 | Médaille d'or       | 405 WR          | Médaille d'or     |
| Championnats d'Europe d'haltérophilie        |                             |                 |                 |                 |                 |                   |                     |                     |                     |                     |                 |                   |
| 2021                                         | Moscou, Russie              | Hommes -81 kg   | 158             | 162             | 163 EJR         | Médaille d'argent | 194                 | 200                 | 206 ER              | Médaille d'or       | 369 EJR         | Médaille d'argent |
| 2023                                         | Еrevan, Arménie             | Hommes -89 kg   | 165             | 170             | 174 WJR         | Médaille d'argent | 205                 | 221 WR              | –                   | Médaille d'or       | 395 WR          | Médaille d'or     |
| 2024                                         | Sofia, Bulgarie             | Hommes -89 kg   | 168             | 173             | 176 WJR         | Médaille d'or     | 208                 | 215                 | -                   | Médaille d'or       | 391             | Médaille d'or     |
| 2025                                         | Chișinău, Moldavie          | Hommes -96 kg   | 174             | 180             | 188 WR          | Médaille d'or     | 210                 | 220                 | 229 ER              | Médaille d'or       | 417 WR          | Médaille d'or     |
| Championnat du monde juniors d'haltérophilie |                             |                 |                 |                 |                 |                   |                     |                     |                     |                     |                 |                   |
| 2019                                         | Las Vegas, USA              | Hommes -73 kg   | 123             | 127             | 130             | Médaille d'argent | 154                 | 154                 | 161                 | Médaille d'or       | 291             | Médaille d'or     |
| Coupe du monde d'haltérophilie en ligne      |                             |                 |                 |                 |                 |                   |                     |                     |                     |                     |                 |                   |
| 2020                                         | Lima, Pérou                 | Hommes -81 kg   | 150             | 150             | 155             | Médaille d'or     | 180                 | 190                 | ---                 | Médaille d'or       | 345             | Médaille d'or     |
| Championnat d'Europe juniors d'haltérophilie |                             |                 |                 |                 |                 |                   |                     |                     |                     |                     |                 |                   |
| 2018                                         | San Donato Milanese, Italie | Hommes -69 kg   |                 |                 | 113             | Médaille d'or     |                     |                     | 147                 | Médaille d'or       | 260             | Médaille d'or     |
| 2019                                         | Eilat, Israël               | Hommes -81 kg   | 125             | 133             | 140             | Médaille d'or     | 150                 | 160                 | 170                 | Médaille d'or       | 300             | Médaille d'or     |